# Corythaica
Corythaica is een geslacht van wantsen uit de familie van de Tingidae (Netwantsen). Het geslacht werd voor het eerst wetenschappelijk beschreven door Carl Stål in 1873.

## Soorten
Het genus bevat de volgende soorten:

- Corythaica acuta (Drake, 1917)
- Corythaica bellula Torre-Bueno, 1917
- Corythaica bosqi Monte, 1938
- Corythaica caestri (Reed, 1900)
- Corythaica carinata Uhler, 1886
- Corythaica costata Gibson, 1919
- Corythaica cucullata (Berg, 1879)
- Corythaica cyathicollis (Costa, 1864)
- Corythaica cytharina (Butler, 1877)
- Corythaica darwiniana Drake & Froeschner, 1967
- Corythaica dellapei Montemayor & Melo, 2012
- Corythaica leprosa Montemayor & Melo, 2012
- Corythaica misionera Ajmat, 2000
- Corythaica monacha (Stål, 1858)
- Corythaica passiflorae (Berg, 1883)
- Corythaica pavonia Ajmat, 2000
- Corythaica saltensis Montemayor & Melo, 2012
- Corythaica smithi Drake, 1921
- Corythaica umbrosa (Monte, 1938)
- Corythaica venusta (Champion, 1898)
- Corythaica wolfiana Drake & Froeschner, 1967